# NGC 4575
NGC 4575 is een balkspiraalstelsel in het sterrenbeeld Centaur. Het hemelobject werd op 8 juni 1834 ontdekt door de Britse astronoom John Herschel.

## Synoniemen
- ESO 322-36
- MCG -7-26-15
- DCL 85
- IRAS 12351-4015
- PGC 42181